# The Pale Pacific
I The Pale Pacific sono un gruppo musicale statunitense formatosi nel 1994 a Bellingham.
Inizialmente chiamata The Pale, la band è nata dall'idea dei cugini Gabe Archer e Cameron Nicklaus.

## Formazione

### Formazione attuale
- Gabe Archer – voce, chitarra ritmica, tastiera (1994-presente)
- Cameron Nicklaus – chitarra solista (1994-presente)
- Justin Harcus – basso (2005-presente)
- Greg Swinehart – batteria, percussioni (2000-presente)

### Ex componenti
- Jared Archer – basso, chitarra ritmica (1998-2001)
- Nate Beede – chitarra ritmica (2003)
- Lance Fisher – basso (2002)
- Ryan Worsley – basso (2003-2004)

## Discografia

### Album in studio
- 1997 – First Attempt at World Domination
- 2001 – Another Innovative Idea for the People on the Go
- 2003 – Gravity Gets Things Done
- 2005 – Urgency

### Album dal vivo
- 2010 – There Is a Song Headed Straight for Your Face

### EP
- 2005 – Rules Are Predictable
- 2010 – There Is a Cover Song EP

### Split
- 2003 – The Pale/Copeland